# 天国の父ちゃんこんにちは
『天国の父ちゃんこんにちは』（てんごくのとうちゃんこんにちは）は、『東芝日曜劇場』枠で不定期放送されていたTBS製作のテレビドラマである。

## キャスト

### レギュラー
- 日比野都：森光子
- 日比野律子 → 沢井律子：二木てるみ
- 日比野健：松山省二
- 藤井さん：園佳也子
- 藤井一郎：頭師佳孝
- かわい寿司おやじ：田武謙三
- 若大将：浅香春彦（第1作 - 第10作・第12作 - 第21作）
- 川崎：渡辺千世
- 谷口：橋本晴子（第1作 - 第12作・第17作 - 第19作・第21作）
- 沢井長治：勝呂誉（第3作 - 第19作・第21作）
- 山路とみ：飯田蝶子（第5作 - 第8作）
- 沢井健太郎：大久保賢二（第17作） → 津田義弘（第18作 - 第20作）

### ゲスト
第1作『天国の父ちゃんこんにちは』（1966年）
- 夫の兄：織本順吉
- 奥方：赤木春恵
- 斉藤先生：黒田郷子（第2作）

第2作『続・天国の父ちゃんこんにちは』（1967年）
- しげ子：菅井きん
- 石村晴樹、真杉道朗、近藤準、小笠原まり子（第3作）

第3作『天国の父ちゃんこんにちは・その3』（1967年）
- 園井八重子：三条美紀
- 今西正男（第12作）、丹羽研二、荒木雅子、佐野哲也

第4作『天国の父ちゃんこんにちは・その4』（1967年）
- 大森作太郎：下元勉
- 大森晴子：風見章子
- 金子友貞、斎藤勝仁、児玉淳之、松風はる美（第4作）、鶴島佐貴子、藤代佳子、林きく子（第14作）

第5作『天国の父ちゃんこんにちは・その5』（1968年）
- 鈴木先生：桑山正一
- 近江俊輔、高桐真、藤原赫子、金子友太郎

第6作『天国の父ちゃんこんにちは・その6』（1968年）
- きよ：鈴木光枝
- 起田志郎、四之宮明美、鷲頭豊子、市木まゆみ、代志住正

第7作『天国の父ちゃんこんにちは・その7』（1968年）
- 長池みよ子：雪代敬子（第8作）
- 安川洋一、柴内美昇、芸プロ（第19作）

第8作『天国の父ちゃんこんにちは・その8』（1969年）
- 田中春男、真咲美岐、鮎川浩、辻しげる、原ひさ子、橋本菊子、千原隆子、飯田てる子

第9作『天国の父ちゃんこんにちは・その9』（1969年）
- 杉山さん：荒木雅子
- 山下：金田竜之介
- 鎗田順吉、今井和子、青木道子、石井富子

第10作『天国の父ちゃんこんにちは・その10』（1969年）
- 宮木秋子：馬渕晴子
- 中村の老婆：浪花千栄子
- 富永美詠子、高橋正夫、石崎恵美子、大川淳

第11作『天国の父ちゃんこんにちは・その11』（1969年）
- 立木潔：石坂浩二
- 立木やよい：赤岡都
- 舘敬介、小島康男

第12作『天国の父ちゃんこんにちは・その12』（1970年）
- 眼科医：下條正巳
- 進：小林芳正
- 富田由紀子、伊東新二

第13作『天国の父ちゃんこんにちは・その13』（1970年）
- 丼池番頭：芦屋雁之助
- 殿岡：金田竜之介
- 林さん：由起艶子
- 高木俊子（第14作・第16作・第18作）、京千扶子

第14作『天国の父ちゃんこんにちは・その14』（1970年）
- 藤岡朱実

第15作『天国の父ちゃんこんにちは・その15』（1971年）
- 南川：大鹿次代
- 吉川：梅屋かほる

第16作『天国の父ちゃんこんにちは・その16』（1971年）
- 大坪日出代、梅屋かほる、森田育代

第17作『天国の父ちゃんこんにちは・その17』（1971年）
- 坂本ナオ：和田アキ子（第18作）

第18作『天国の父ちゃんこんにちは・その18』（1972年）
- 木原美知子、小山尚允、伴藤武

第19作『天国の父ちゃんこんにちは・その19』（1973年）
- 岸ユキ、劇団いろは

第21作『天国の父ちゃんこんにちは・その21』（1978年）
- 玉田由美子：千野弘美
- 運送屋：桐原史雄

## スタッフ
- 原作：日比野都
- 脚本：小松君郎
- 演出：鴨下信一（第1作・第2作・第4作・第5作・第7作・第9作 - 第21作）、橋本信也（第3作・第6作・第8作）
- 音楽：石松晃
- 方言指導：黒田郷子（第1作 - 第20作）、谷口佳子（第21作）
- 音響効果：市川昭和（第1作・第2作・第10作・第20作）、斎藤正人（第3作 - 第6作）、神保泰宏（第7作・第9作）、西内網一（第8作）、飯田寿雄（第11作）、伴田六和（第12作・第13作・第16作・第19作・第21作）、館野忠之（第14作）、鈴木敏夫（第17作）、直井清明（第18作）
- 技術：星忠（第1作・第2作・第4作 - 第8作）、宇田文夫（第3作）、永田俊昭（第9作 - 第17作）、中島靖人（第18作 - 第20作）、宮原博（第21作）
- 映像：日方省三（第2作）、西尾孝雄（第3作）、松下伸（第4作・第5作）、中島靖人（第6作 - 第8作・第11作・第12作・第14作・第15作）、相沢征二（第9作・第10作）、白鳥靖弘（第13作）、今井克（第16作）、藤田義昭（第17作・第18作・第21作）、村上敦彦（第19作）、白取靖弘（第20作）
- カラー調整：佐藤文亮（第12作 - 第16作）、安藤紘平（第17作・第21作）、浅利敏夫（第18作・第20作）、新福剛（第19作）
- 照明：渡辺泰司（第1作 - 第5作）、木村和夫（第6作 - 第8作）、坂根稔（第9作）、加藤静夫（第10作 - 第16作・第18作・第21作）、高橋寛（第17作・第20作）、田中豊治（第19作）
- 音声：原静男（第1作 - 第15作）、高橋進（第16作 - 第18作）、鈴木武夫（第19作 - 第21作）
- 美術デザイン：八木恵一
- 美術制作：高野将夫（第1作 - 第3作）、清水専三（第4作）、村田糺男（第5作・第7作・第12作 - 第14作）、戸張意識（第6作・第8作）、小糸正雄（第9作 - 第11作・第15作 - 第17作・第19作 - 第21作）、仲井志汎（第18作）
- タイトル：篠原栄太（第17作 - 第21作）
- プロデューサー：石井ふく子
- 制作著作 - TBSテレビ

## 放送日程
| 話数 | 放送日         | サブタイトル                     | 脚本     | 監督     |
| ---- | -------------- | -------------------------------- | -------- | -------- |
| 1    | 1966年12月4日  | 天国の父ちゃんこんにちは         | 小松君郎 | 鴨下信一 |
| 2    | 1967年3月5日   | 続・天国の父ちゃんこんにちは     | 小松君郎 | 鴨下信一 |
| 3    | 1967年6月18日  | 天国の父ちゃんこんにちは・その3  | 小松君郎 | 橋本信也 |
| 4    | 1967年10月15日 | 天国の父ちゃんこんにちは・その4  | 小松君郎 | 鴨下信一 |
| 5    | 1968年1月26日  | 天国の父ちゃんこんにちは・その5  | 小松君郎 | 鴨下信一 |
| 6    | 1968年5月26日  | 天国の父ちゃんこんにちは・その6  | 小松君郎 | 橋本信也 |
| 7    | 1968年10月13日 | 天国の父ちゃんこんにちは・その7  | 小松君郎 | 鴨下信一 |
| 8    | 1969年1月26日  | 天国の父ちゃんこんにちは・その8  | 小松君郎 | 橋本信也 |
| 9    | 1969年5月25日  | 天国の父ちゃんこんにちは・その9  | 小松君郎 | 鴨下信一 |
| 10   | 1969年9月14日  | 天国の父ちゃんこんにちは・その10 | 小松君郎 | 鴨下信一 |
| 11   | 1969年12月7日  | 天国の父ちゃんこんにちは・その11 | 小松君郎 | 鴨下信一 |
| 12   | 1970年4月12日  | 天国の父ちゃんこんにちは・その12 | 小松君郎 | 鴨下信一 |
| 13   | 1970年8月30日  | 天国の父ちゃんこんにちは・その13 | 小松君郎 | 鴨下信一 |
| 14   | 1970年11月29日 | 天国の父ちゃんこんにちは・その14 | 小松君郎 | 鴨下信一 |
| 15   | 1971年4月4日   | 天国の父ちゃんこんにちは・その15 | 小松君郎 | 鴨下信一 |
| 16   | 1971年7月11日  | 天国の父ちゃんこんにちは・その16 | 小松君郎 | 鴨下信一 |
| 17   | 1971年12月19日 | 天国の父ちゃんこんにちは・その17 | 小松君郎 | 鴨下信一 |
| 18   | 1972年7月30日  | 天国の父ちゃんこんにちは・その18 | 小松君郎 | 鴨下信一 |
| 19   | 1973年4月1日   | 天国の父ちゃんこんにちは・その19 | 小松君郎 | 鴨下信一 |
| 20   | 1974年2月3日   | 天国の父ちゃんこんにちは・その20 | 小松君郎 | 鴨下信一 |
| 21   | 1978年9月24日  | 天国の父ちゃんこんにちは・その21 | 小松君郎 | 鴨下信一 |